# Rio Gâşteşti
O Rio Gâşteşti é um rio da Romênia, afluente do Ruja, localizado no distrito de Iaşi.